# Hydrophoria lancifer
Hydrophoria lancifer är en tvåvingeart som först beskrevs av Harris 1780.  Hydrophoria lancifer ingår i släktet Hydrophoria och familjen blomsterflugor. Arten är reproducerande i Sverige. Inga underarter finns listade i Catalogue of Life.

## Bildgalleri

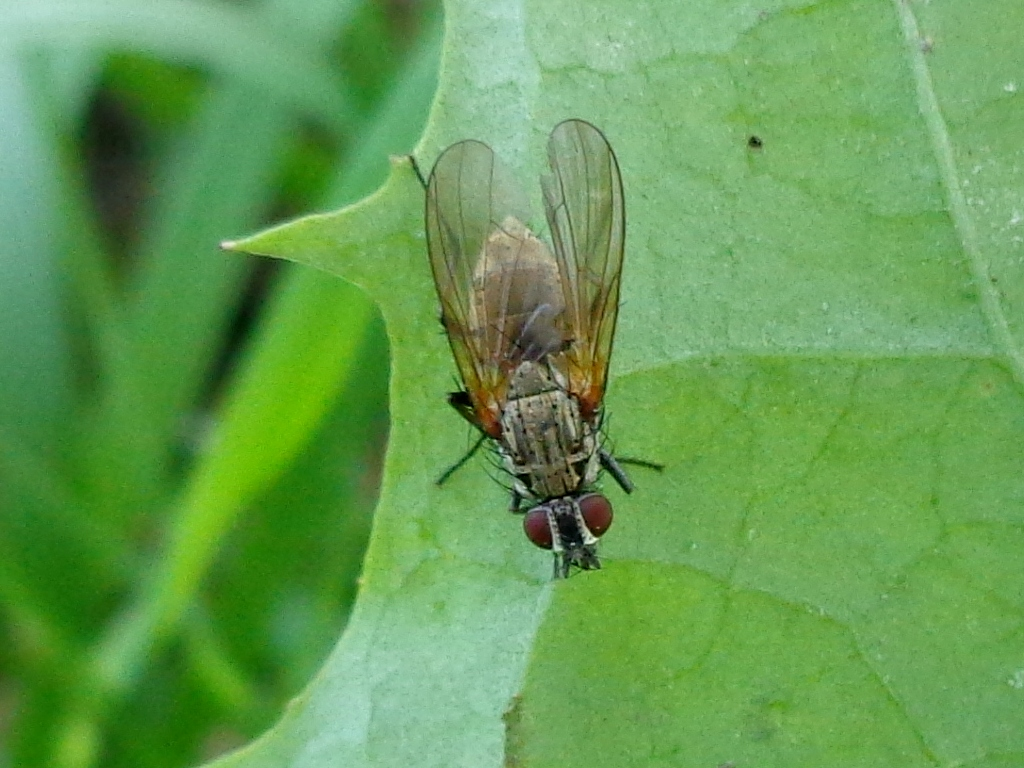